# Мечта о луне
«Мечта о луне» или «Влюбленный в луну» (фр. Rêve à la lune, 1905) — французский короткометражный художественный фильм Гастон Веля.

## Сюжет
Пьяница оказывается в окружении гигантских бутылок принявших человеческий облик. Оттанцевав с ними бешеную кадриль он ложится спать, и ему кажется, что он в городском саду. Он влюбляется в луну.
Желая дотянуться до неё пьяница взбирается на газовый фонарь, на стену соседнего дома, поднимается на крышу. Провалившись в слуховое окно и испугав жильцов, он взбирается на конек трубы, который гнется под его тяжестью. Порыв ветра уносит главного героя в облака, где бушует гроза. В итоге он оказывается в звёздных сферах, вблизи от луны. Он входит внутрь планеты через её рот.
Но луна после нескольких гримас выплевывает несчастного пьяницу, который стремительно падает вниз, потом просыпается в своей постели, ошеломлённый приснившимся ему кошмаром.

## Художественные особенности
Некоторые эпизоды «Мечты о луне» навеяны «Путешествием через невозможное» (Мельес, 1904), снятым за несколько месяцев до этого. Гвоздь фильма — полет пьяницы. Чтобы осуществить сцену полёта пьяницы, нужно было наложить три изображения одно на другое: героя (снятое на чёрном фоне), декорации и небо.

## Дополнительные факты
В создании фильма принимал участие Фернан Зекка. Он написал многие декорации и наблюдал за постановкой.